# 普爾喀麗亞
艾莉亞·普爾喀麗亞（/ˈiːliə pʌlˈkɪriə/；398年1月19日或399年–453年7月）是一位東羅馬帝國皇后，帝國皇帝馬爾西安的妻子。她曾在其弟弟狄奧多西二世皇帝未成年期間擔任其政治顧問，在朝廷中頗具影響力。
她是東羅馬皇帝阿卡狄奧斯與皇后艾莉娅·欧多西亚的第二個孩子（也是現存最年長的）。414年，15歲的普爾喀麗亞成為其弟狄奧多西二世的監護人，並被加冕為奧古斯塔。憑藉其虔誠的宗教信仰和對當時教會的積極參與，普爾喀麗亞在其弟弟狄奧多西二世統治期間產生了重大但不斷變化的影響。狄奧多西二世於450年7月26日去世後，普爾喀麗亞於450年11月25日與馬爾西安結婚，同時沒有違背她終身守貞為處女的誓言。她於453年7月去世。
普爾喀麗亞參與了以弗所公會議並和丈夫馬爾西安指導了迦克墩公會議，教會在此次會議上就基督論問題作出了裁決，從而影響了基督教及其神學發展。天主教和東正教隨後將她尊為聖人。

## 早年生活
普爾喀麗亞出生於狄奧多西王朝，該王朝是後期羅馬帝國的東支王朝，統治君士坦丁堡。她的父母是東羅馬皇帝阿卡狄烏斯和皇后艾莉娅·欧多西亚。普爾喀麗亞的姐姐弗拉西拉出生於397年，但可能早夭。她的弟弟妹妹包括阿卡迪亞（生於400年）、未來的皇帝狄奧多西二世（生於401年）和瑪麗娜（生於401年）。
阿卡狄烏斯統治時期，普爾喀麗亞的母后與君士坦丁堡牧首约翰一世之間發生了衝突。據史學家索佐门記載，這場爭鬥很大程度上源自於君士坦丁堡聖索菲亞大教堂外矗立的歐多西亞銀像。約翰對此予以譴責：「皇后的銀像……被安放在一根斑岩柱上；人們以熱烈的歡呼、載歌載舞、遊戲和其他公眾慶祝形式來慶祝這一事件……約翰宣稱，這些行為是對教會的侮辱。」索佐門還稱，約翰曾譴責皇后佈道風格誇張。」約翰曾譴責皇后在佈道中浮金的風格，這激怒了皇后並隨即開除了他。晚年，普爾喀麗亞歸還了約翰的遺物，並將其安置在教堂內，以感謝他的虔誠一生。
歐多西亞於404年駕崩，阿卡狄烏斯於408年駕崩。他們留下了四個年幼的孩子，包括當時7歲的狄奧多西二世，他自402年以來一直是名義上的共治皇帝，如今卻成了唯一的皇帝。禁衛軍長官安提米烏斯最初掌管政務。帝國侍從安提阿哥曾教育狄奧多西，但狄奧多西成年後將他免職。

## 奧古斯塔

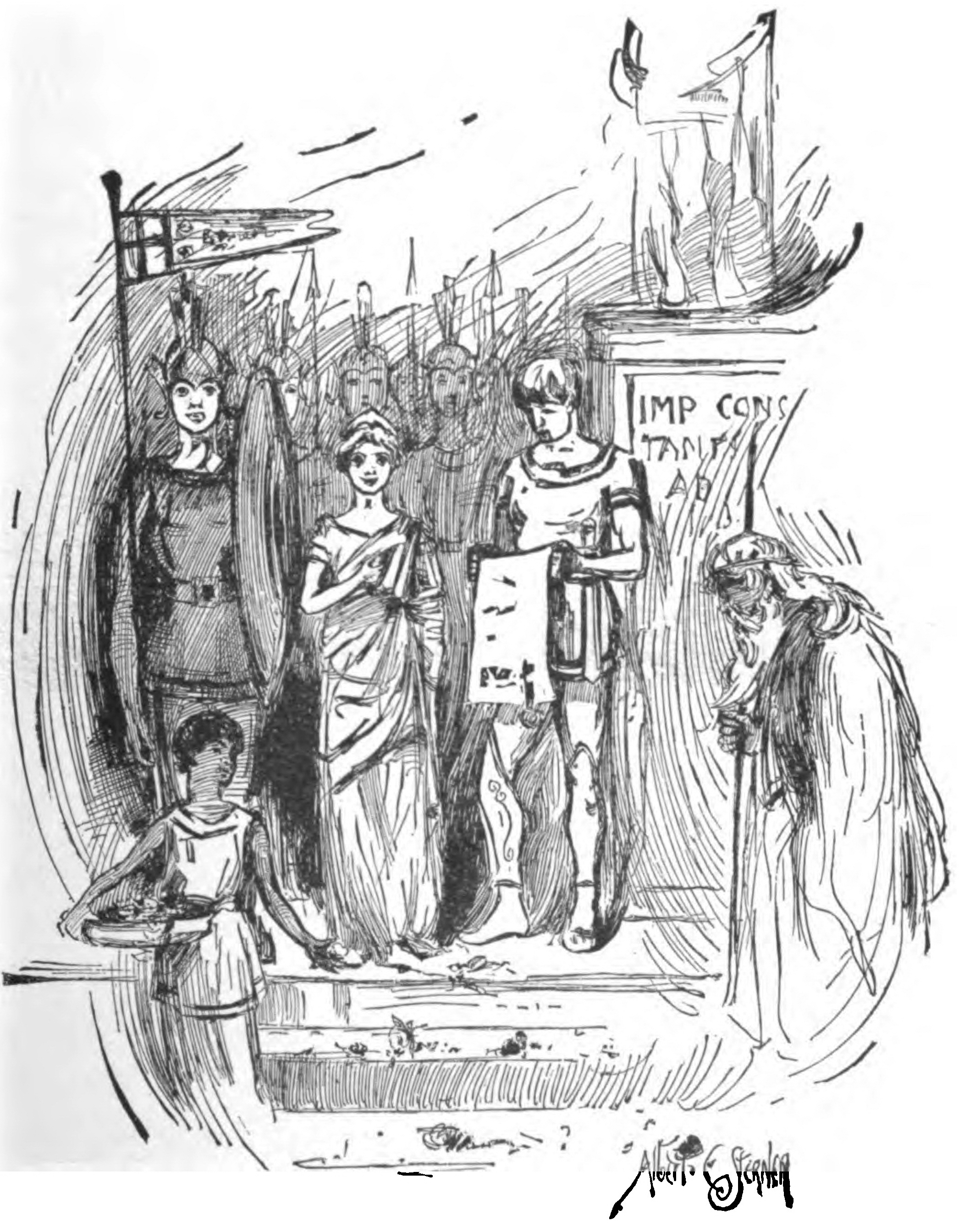
《普爾喀麗亞·奧古斯塔——東方攝政王》。「歷史少女：影響其時代歷史的少女故事」頁面插圖（1887年）

414年7月4日，15歲的普爾喀麗亞宣誓成為終身處女，並被加冕為奧古斯塔。從那時起，直到狄奧多西成年，普爾喀麗亞開始充當她弟弟及其政府的監護人。
普爾喀麗亞在宮廷中備受尊敬。元老院為她以及其他奧古斯塔建造了半身像。普爾喀麗亞是一位戴冠冕的神，擁有聖冠冕。

### 誓言貞潔
414年，她宣誓保持貞潔，她的姊妹也紛紛效法。這是為了嚇退潛在的追求者。索佐門解釋：
她將自己的貞潔獻給上帝，並教導姊妹們也這樣做。為了避免引起醜聞和陰謀，她不允許任何人進入她的宮殿。為了確認她的決心，她請上帝、祭司和羅馬帝國的所有臣民作為見證…
普爾喀麗亞未婚或許另有原因，因為她必須將權力交給潛在的丈夫。此外，普爾喀麗亞及其姊妹的丈夫可能對她們的皇弟施加了過度的影響力，甚至對他構成了威脅。
與前朝相比，君士坦丁堡大皇宮逐漸呈現出一種修道院的氛圍。索佐門在其《教會史》中描述了普爾喀麗亞及其姊妹們的虔誠之道：
他們都追求同樣的生活方式；他們勤奮地參與祈禱，對陌生人和窮人表現出極大的慈善……並且日日夜夜一起歌頌上帝。
皇宮內的儀式包括吟誦和背誦宗教經典，以及每週兩次的齋戒。姊妹們放棄了大多數宮廷女性所穿戴的奢華珠寶和服飾。

### 狄奧多西二世的顧問
普爾喀麗亞為狄奧多西二世成年後成為成功的皇帝提供了許多必要的指導。根據索佐門的說法，普爾喀麗亞對狄奧多西的訓練包括良好的舉止、說話方式、騎術以及如何著裝。然而，成年後的狄奧多西被一些歷史學家指責領導能力不足。
菲洛斯托爾吉烏斯說狄奧多西未成年期間，她負責處理皇帝的詔書。索佐門指出，普爾喀麗亞不僅訓練狄奧多西履行皇室職責和習俗，還一直攝政治理國家直到狄奧多西成年。一些現代歷史學家認真看待這項說法，而其他歷史學家則認為，領導政府的是集體顧問機構，而不是普爾喀麗亞。

### 與波斯的戰爭
普爾喀麗亞擔任奧古斯塔時期也充斥著戰爭，與薩珊波斯帝國持續不斷的衝突。波斯君主伊嗣俟一世處死了一位破壞瑣羅亞斯德教祭壇的基督教主教，皇室隨即下令對波斯開戰。雖然戰爭沒有分出勝負，但一份倖存的銘文宣稱，狄奧多西之所以能夠取得勝利，是因為他姐姐們的貞潔誓言。因此，狄奧多西利用姐姐的貞潔作為戰爭宣傳的工具，由於她發誓只忠於上帝，上帝將幫助羅馬軍隊對抗波斯。

### 與弟媳的關係
普爾喀麗亞和狄奧多西二世的妻子艾莉婭·歐多琪亞的關係一直很緊張。多年來，這兩位女人之間形成了競爭，這可能是由於她們不同的背景和宗教信仰造成的。歐多琪亞原名雅典娜，出生於雅典，父親是希臘哲學家和修辭教授。根據後來的資料記載，她父親去世後，只給她留下了100索利都斯（金幣）的微薄遺產。出於絕望，她到君士坦丁堡探望了她的姑姑。421年6月7日，狄奧多西與雅典娜結婚，她的名字改為歐多琪亞。關於普爾喀麗亞是否真的向她的弟弟推薦了歐多琪亞，人們眾說紛紜，約翰·馬拉拉斯提出了這一說法。一些學者認為，兩位女人之間的競爭是出於歐多琪亞對普爾喀麗亞在宮廷中權力的嫉妒。
幾個世紀後，宣信者狄奧法內斯寫道，歐多琪亞和首席大臣宦官克呂薩菲烏斯說服狄奧多西減少對其姐姐的依賴，更多地依靠他的新婚妻子。這導致普爾喀麗亞在440年代末離開皇宮，居住在「距君士坦丁堡七英里的海港赫布多蒙」。然而，歐多西亞當時已經離開君士坦丁堡前往耶路撒冷，她離開的時間順序與這一版本不符。

## 皇后

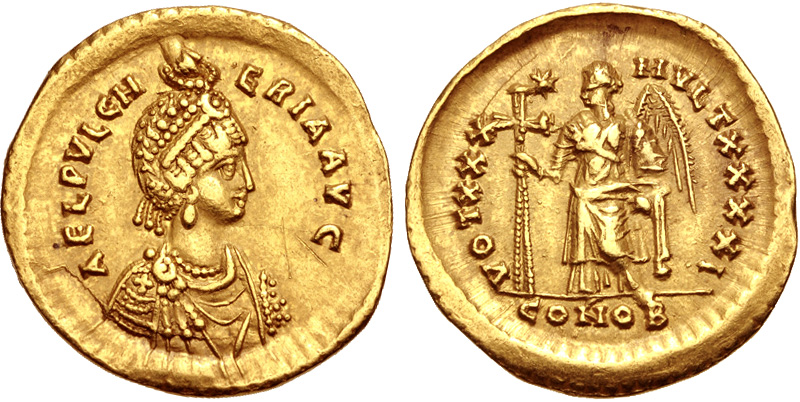
刻有普爾喀麗亞的索利都斯金幣

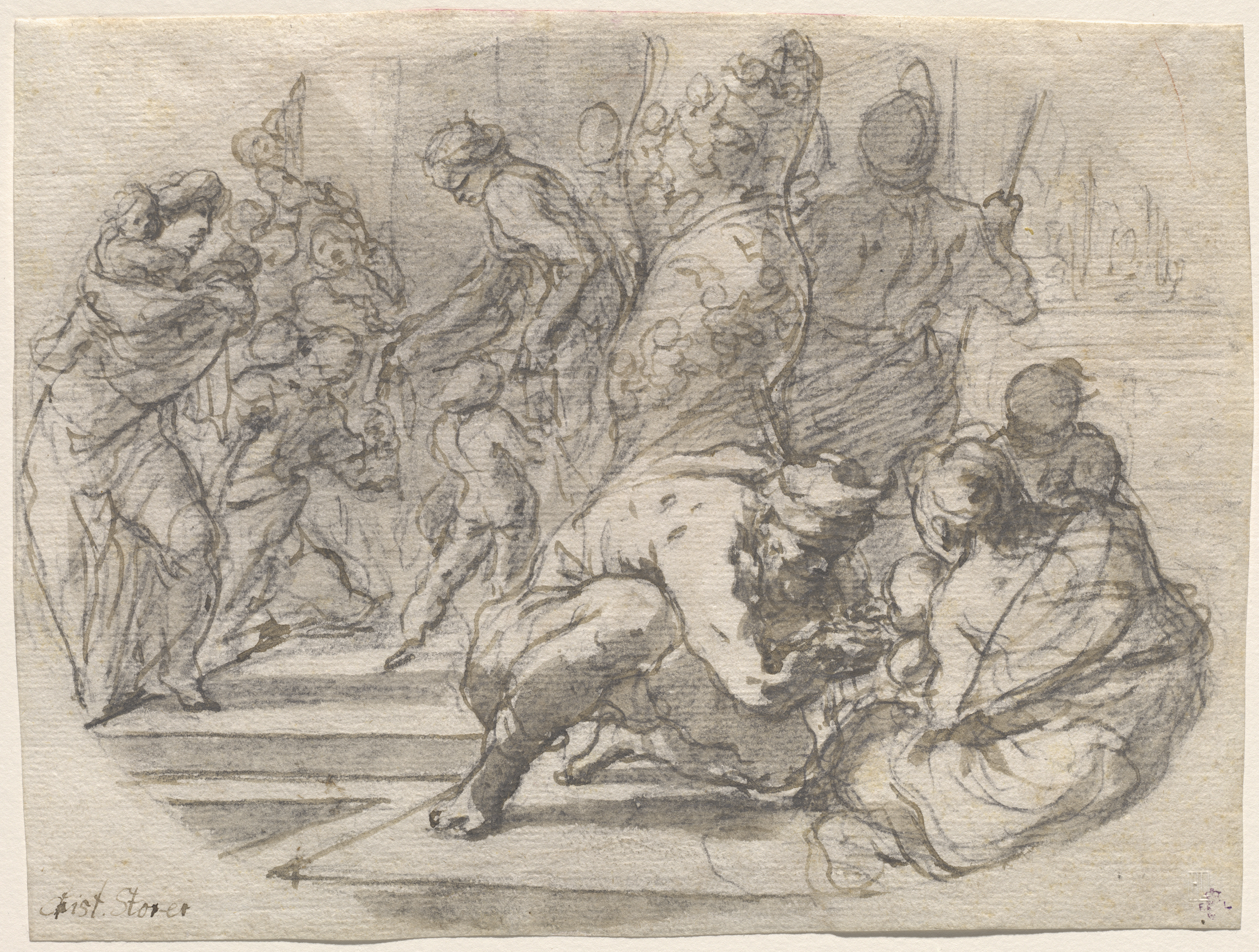
《普爾喀麗亞皇后的慷慨》，約翰·克里斯托夫·斯托勒繪於1644年

450年，狄奧多西二世騎馬打獵時從馬上摔下，脊椎受傷，兩天後過世。在這段空位期，帝國政府究竟發生了什麼事尚不清楚。一些歷史學家推測在狄奧多西死後，普爾喀麗亞獨自統治了帝國大約一個月，主要工作可能包括安排狄奧多西的公開葬禮；而另一種理論則認為，政府當時正處於不同黨派之間的緊張談判之中。由於已故皇帝沒有倖存的男性子嗣，普爾喀裡亞可以藉由嫁給外來者，賦予王朝的合法性。儘管這是一場合法的婚姻，但她仍然履行了守貞的誓言。她與军事统帅阿斯帕將軍結盟，嫁給了護民官官兼阿斯帕的親密盟友馬爾西安。與前幾任皇帝相比，馬爾西安的出身較低，但他是羅馬人，這使他有資格繼承皇位。 婚姻的一個條件是馬爾西安必須遵守並尊重普爾喀麗亞的守貞誓言，而馬爾西安做到了。為了不讓這樁婚事在羅馬政府眼中顯得醜陋，教會宣稱「基督親自促成了這場結合，因此不應引起震驚或不必要的懷疑。」馬爾西安於450年8月25日加冕。婚後，普爾喀麗亞和馬爾西安殺了宦官克呂薩菲烏斯。

## 教會政策

### 教會與猶太教
普爾喀麗亞在教會政策上頗具影響力。在普爾喀裡亞的同時代教宗良一世的一封信中，他稱讚了她的虔誠和對異端謬誤的蔑視。
普爾喀麗亞和狄奧多西可能都持有反猶太情緒，這可能促成了禁止在首都進行猶太禮拜的法律出台。在狄奧多西二世統治之前，猶太教堂被視為私人財產，受到帝國政府的保護。狄奧多西頒布了一項法律，禁止建造猶太教堂，並要求摧毀現有的猶太教堂。在東方管區巴勒斯坦各行省發生基督徒衝突後，狄奧多西還下令處決了一群猶太人。
普爾喀麗亞以慈善事業聞名。據索佐門記載，她在君士坦丁堡及其周邊地區為窮人建造了許多教堂和建築。普爾喀麗亞在君士坦丁堡的建築計畫非常龐大，以至於該市的第十一個地區被命名為「普爾喀麗亞奈」。除了為首都貢獻新的教堂和地區外，普爾喀麗亞還通過恢復被解職的主教以及將夫拉維亞等人的遺體作為教會的遺物歸還，為基督教會做出了重大貢獻。

### 第一次以弗所公會議
狄奧多西統治時期的431年召開了第一次以弗所公會議，會議的參與者是兩位相互競爭的主教：君士坦丁堡牧首聶斯脫里和亞歷山大牧首區利羅。 這場爭論源自於他們對基督本質的分歧。 
聶斯脫里主張削弱「天主之母」（Theotokos）教義在教會中的影響力。這與普爾喀麗亞的宗教信仰相衝突，因為她是一位貞潔的女性，因此兩人之間產生了競爭，聶斯脫里還對她進行了誹謗。聶斯脫里也試圖違背普爾喀麗亞的意願，將她的畫像和祭壇布從祭壇上移除。 然而普爾喀麗亞及其盟友進行了反擊，包括多里萊姆的優西比烏斯，發起了一場反對聶斯脫里的運動。同時，區利羅已公開譴責聶斯脫裡，並致函皇室，聲稱「天主之母」教義正確。狄奧多西和他的顧問決定召開一次公會議，為聶斯脫里提供為自己辯護的機會。
然而這次公會議中，區利羅的盟友雲集，譴責了聶斯脫里的立場。未能參加上一次公會議的聶斯脫里派信徒，也召開了自己的公會議，譴責區利羅。皇帝起初試圖尋找中間立場，但最終偏袒了區利羅。「天主之母」的稱號被頒佈為正統稱號。他還廢黜了聶斯脫里，並將他流放到安提阿的一座修道院。因此，普爾喀麗亞對聶斯脫里的攻擊取得了成功，但教會內部的爭議並未就此停止。

### 第二次以弗所公會議
449年，基督論之爭再次爆發。狄奧多西一世在以弗所召開了另一次會議，以解決爭端。在這次會議上，教宗良一世是普爾喀麗亞教義的主要支持者，他「…強行介入，向君士坦丁堡牧首夫拉維亞送去了一封長信，信中他論證了基督的二性論，但質疑了最近譴責一位名叫歐迪奇的人否認二性論的合法性。此時，區利羅在亞歷山大的繼任者狄奧斯庫若的黨派得以扭轉局勢，於是良一世要求召開第二次會議，稱以弗所的那次會議為「強盜會議」。」
在這次會議上，夫拉維亞被無禮的出家人毆打致死。後來他被封為聖人和殉道者。

### 迦克墩公會議

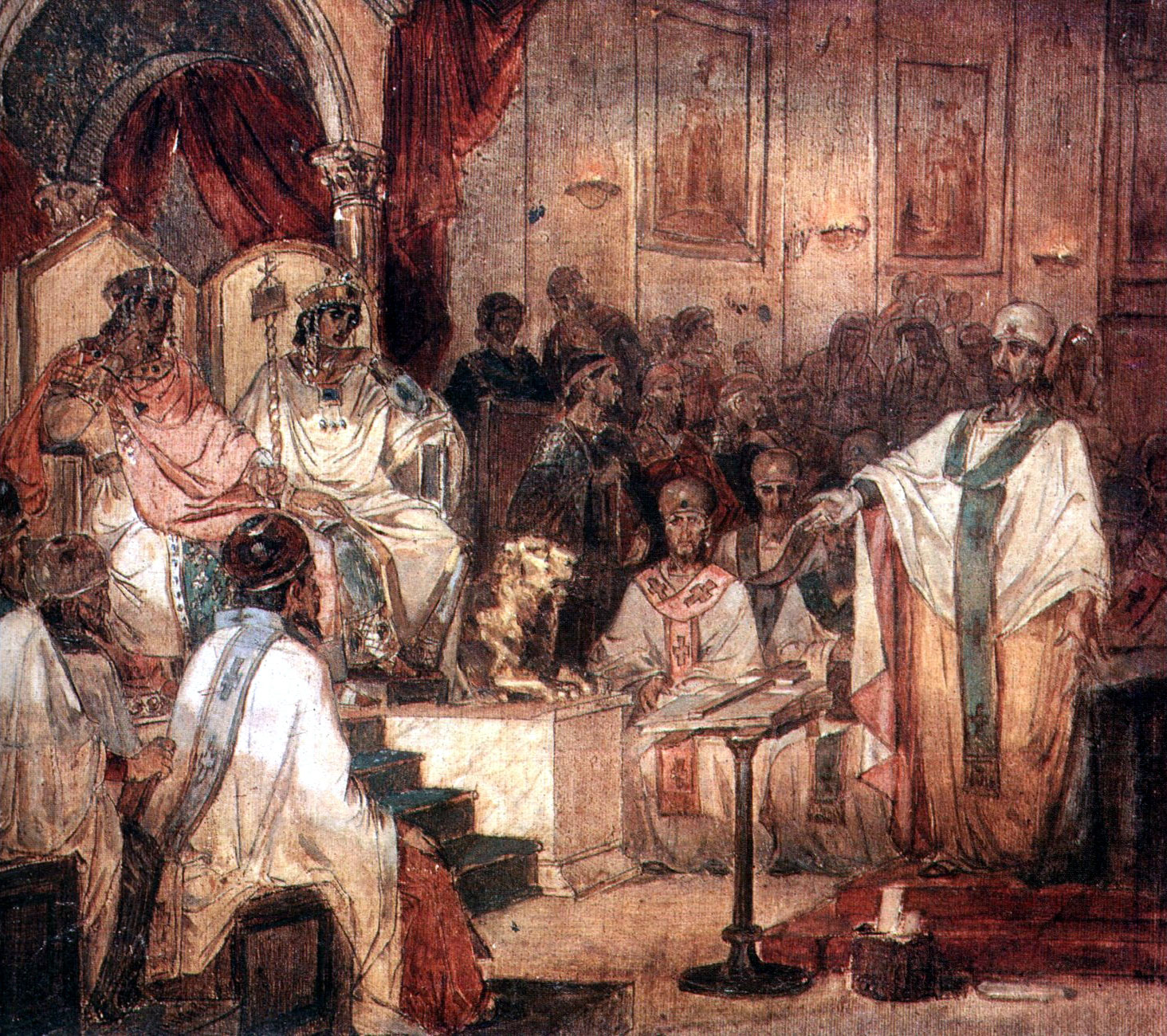
《迦克墩公會議》，在皇座上的是馬爾西安和普爾喀麗亞。（瓦西里·蘇里科夫1876年的畫作）

兩年後，已成為皇后的普爾喀麗亞和丈夫馬爾西安皇帝召開了迦克墩公會議，有452位主教出席。會議譴責了聶斯脫里和歐迪奇的教義，將區利羅和教宗良一世的教義發展為一體，並宣布「天主之母」教義為正統。會議也推翻了第二次以弗所公會議的決議，並將其斥為「強盜公會議」。歷史學家艾弗里爾·卡梅倫認為，迦克墩公會議「…發展並澄清了尼西亞信經，根據該信經，上帝是聖父、聖子、聖靈，並進一步宣告基督在道成肉身之後始終是完全的神和完全的人。」皇帝夫婦在這次公會議上被譽為「新君士坦丁」和「新海倫娜」。此次會議之後，支持會議決議的迦克墩派與反對會議決議的基督合一性論派之間產生了不可調和的隔閡。
普爾喀麗亞將她生命的最後幾年奉獻給了“天主之母”，並在君士坦丁堡建造了三座教堂供奉聖母瑪利亞：帕納吉亞·霍德蓋特里亞修道院、布拉赫奈聖母教堂和查爾科普拉提亞教堂。

## 駕崩

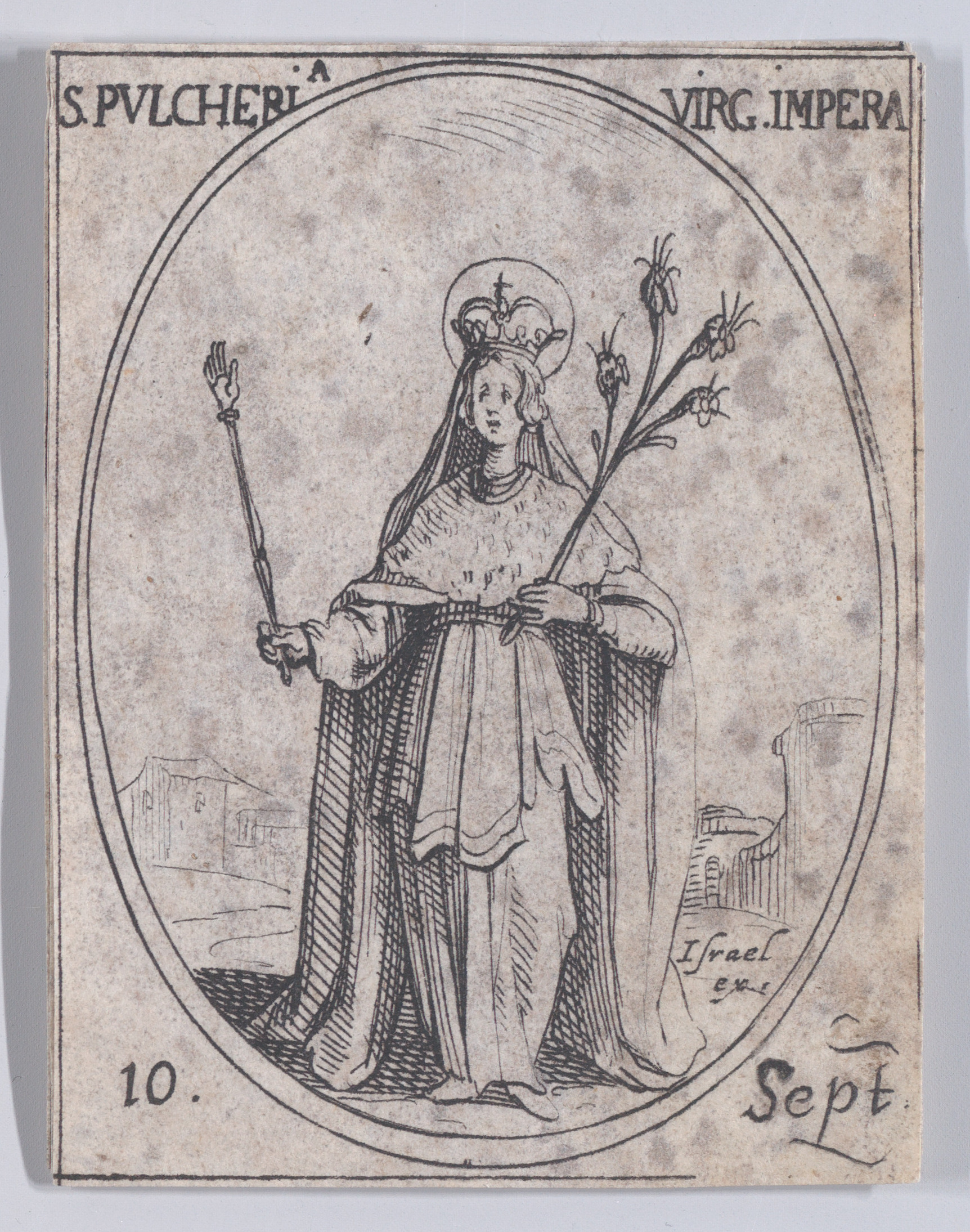
聖普爾喀麗亞

普爾喀麗亞於453年駕崩，但具體日期不詳。她可能死於君士坦丁堡。她的死震驚了君士坦丁堡的人民，因為親民的皇后與這座首都的居民結下了深厚的友誼。在她的遺囑中，她將剩餘的財富分給了窮人。
她死後被教會（即今天的羅馬天主教和東正教）封為聖人。